# Кана
Кана је село у Либану. Налази се 10 километара југоисточно од града Тир (или Сур) и 12 километара северно од израелске границе.
Ово село је било поприште два одвојена напада израелске војске који су резултовали бројним цивилним жртвама:
- 1996. - Масакр у Кани 18. априла 1996, када је током израелске операције Плодови гњева израелска артиљерија, услед сукоба са Хезболахом, убила 106 и ранила 116 цивила у том селу.
- 2006. - Масакр у Кани 30. јула 2006, када је израелско ваздухопловство током Либанског рата 2006. убило 60 цивила током бомбардовања тог села.

Према Новом завету, ово је место где је била свадба у Кани на којој се десило чудо када је Исус претворио воду у вино. Ово је једна од четири локације на подручју Галилеје за које се претпоставља да су биле место библијске свадбе у Кани, остала три села се налазе у израелском делу Галилеје.